# Caroline Aaron
Caroline Aaron właśc. Caroline Sidney Abady (ur. 7 sierpnia 1952 w Richmond) – amerykańska aktorka filmowa  i telewizyjna.

## Filmografia
- 1982: Come Back to the Five & Dime, Jimmy Dean, Jimmy Dean jako Martha
- 1983: Bez śladu jako kobieta
- 1983: Dziecko to ty jako kelnerka
- 1984: Brat z innej planety jako Randy Sue Carter
- 1986: Zgaga jako Judith
- 1987: OC i Stiggs jako Janinie
- 1987: Anna jako dziennikarka
- 1988: Pracująca dziewczyna jako sekretarka Petty Marsh
- 1989: Zbrodnie i wykroczenia jako Barbara
- 1990: Alice jako Sue
- 1992: Mężowie i żony jako Dinner Party Guest
- 1993: W marynacie jako Nancy Osborne
- 1993: Bezsenność w Seattle jako dr Marcia Fieldstone
- 1995: Tato, Angel & Me jako Abby
- 1999: Szczęśliwy dzień do latania jako Madelyn
- 2000: Niczyje dziecko jako doktor
- 2001: Amy Orgasm jako Janes Gaines
- 2001: Joe Dirt jako Mama Joe
- 2003: Dwa dni jako pani Miller
- 2004: Komórkowy jako Marilyn Mooney
- 2004: Zemsta kobiety w średnim wieku
- 2005: Jak w niebie jako Grace
- 2007: Nancy Drew jako Barbara
- 2008: Nadzór jako Janet
- 2008: Brzydula Betty jako Sędzia
- 2009: Żar młodości jako Joanne JoJo Glover
- 2009: Gotowe na wszystko jako Daphne Bicks
- 2009: CSI: Kryminalne zagadki Miami jako Dr. Miller
- 2010: Gracze jako Olivia DiMarco
- 2011: Franklin & Bash jako Sędzia Rebecca Bayles
- 2012: 21 Jump Street jako Annie Schmidt